# 日本のテレビアニメ作品一覧 (た行)
- アニメ > テレビアニメ > 日本のテレビアニメ作品一覧 > 日本のテレビアニメ作品一覧 (た行)
- アニメ > アニメ作品一覧 > 日本のテレビアニメ作品一覧 > 日本のテレビアニメ作品一覧 (た行)

日本のテレビアニメ作品一覧 (た行)（にほんのテレビアニメさくひんいちらん (たぎょう)）は「た行」で始まる日本のテレビアニメ作品一覧。アルファベットの「D」で始まるものについては「日本のテレビアニメ作品一覧 (アルファベット)#D」も、アルファベットの「T」で始まるものについては「日本のテレビアニメ作品一覧 (アルファベット)#T」も参照。

## た
- ダーウィンズゲーム - Nexus
- ダークギャザリング - OLM
- だぁ!だぁ!だぁ! - J.C.STAFF
- ダーティペア - サンライズ
- ダーリン・イン・ザ・フランキス - TRIGGER、CloverWorks
- タイガーマスク - 東映動画
  - タイガーマスク二世 - 東映動画
  - タイガーマスクW - 東映アニメーション
- 大正偽りブラヰダル～身代わり花嫁と軍服の猛愛 - studio HōKIBOSHI
- 大正オトメ御伽話 -  SynergySP
- 大空魔竜ガイキング - 東映動画
  - ガイキング LEGEND OF DAIKU-MARYU - 東映アニメーション
- 大正メビウスライン ちっちゃいさん - studio A-CAT
- 大正野球娘。 - J.C.STAFF
- 大草原の小さな天使 ブッシュベイビー - 日本アニメーション
- 体操ザムライ - MAPPA
- タイタニア - アートランド
- 大図書館の羊飼い - フッズエンタテインメント、Felix Film
- タイドライン・ブルー - テレコム・アニメーションフィルム
- ダイナ荘びより- ファンワークス
- 逮捕しちゃうぞ (1st SEASON) - スタジオディーン
  - 逮捕しちゃうぞ SECOND SEASON - スタジオディーン
  - 逮捕しちゃうぞ フルスロットル - スタジオディーン
- 対魔導学園35試験小隊 - SILVER LINK.
- たいむとらぶるトンデケマン! - 葦プロダクション
- タイムボカンシリーズ - タツノコプロ
  - タイムボカン - タツノコプロ
  - ヤッターマン（第1作） - タツノコプロ
  - ゼンダマン - タツノコプロ
  - タイムパトロール隊オタスケマン - タツノコプロ
  - ヤットデタマン - タツノコプロ
  - 逆転イッパツマン - タツノコプロ
  - イタダキマン - タツノコプロ
  - ヤッターマン（第2作） - タツノコプロ
- ダイヤのA - MADHOUSE×Production I.G
- 太陽の牙ダグラム - 日本サンライズ
- 太陽の子エステバン - スタジオぴえろ
- 太陽の勇者ファイバード - サンライズ
- ダイバージェンス・イヴ - RADIX
  - みさきクロニクル 〜ダイバージェンス・イヴ〜 - RADIX
- 耐え子の日常 - DLE
  - 耐え子の日常　シーズン2 - DLE
- だがしかし - feel.
  - だがしかし2 - 手塚プロダクション
- 高橋留美子劇場 - トムス・エンタテインメント
- たくのみ。 - プロダクションアイムズ
- 高橋留美子劇場 人魚の森 - トムス・エンタテインメント
- 宝島 - 東京ムービー
- だから僕は、Hができない。 - feel.
- 抱かれたい男1位に脅されています。 - CloverWorks
- タクティカルロア - アクタス
- たこやきマントマン - スタジオぴえろ
- 多数欠 - サテライト
- 黄昏アウトフォーカス - スタジオディーン
- 黄昏乙女×アムネジア - SILVER LINK.
- 誰ソ彼ホテル - ピー・アール・エー
- ただいま、おかえり - スタジオディーン
- 戦う司書 The Book of Bantorra - SILVER LINK.
- 戦え!オスパー - 日本放送映画KK
- 闘将!!拉麵男（たたかえラーメンマン） - 東映動画
- 多田くんは恋をしない - 動画工房
- 立花館To Lieあんぐる - Creators in pack、スタジオリングス
- ダッシュ勝平 - タツノコプロ
- ダッシュ!四駆郎 - アウベック
- タッチ - グループ・タック
- 盾の勇者の成り上がり - キネマシトラス
  - 盾の勇者の成り上がり Season 2 - キネマシトラス
  - 盾の勇者の成り上がり Season 3 - キネマシトラス
- たとえばラストダンジョン前の村の少年が序盤の街で暮らすような物語 - ライデンフィルム
- 田中くんはいつもけだるげ - SILVER LINK.
- 楽しいウイロータウン - エノキフイルム
- タブー・タトゥー - J.C.STAFF
- W〜ウィッシュ〜（ダブルウィッシュ） - トライネットエンタテインメント、ピクチャーマジック
- たまこまーけっと - 京都アニメーション
- たまごっち! - BANDAI 
  - たまごっち! ゆめキラドリーム - BANDAI 
  - たまごっち! みらくるフレンズ - BANDAI 
  - GO-GO たまごっち! - BANDAI
- タマ&フレンズ 探せ!魔法のプニプニストーン - グループ・タック
- たまゆら〜hitotose〜 - TYOアニメーションズ
  - たまゆら〜もあぐれっしぶ〜 - TYOアニメーションズ
- 球詠 - studio A-CAT
- ダメおやじ - ナック
- だめっこどうぶつ - マジックバス
- タユタマ -Kiss on my Deity- - SILVER LINK.
- ダンガンロンパ 希望の学園と絶望の高校生 The Animation - ラルケ
  - ダンガンロンパ3 -The End of 希望ヶ峰学園- - Lerche
- 探検ドリランド - 東映アニメーション
  - 探検ドリランド -1000年の真宝- - 東映アニメーション
- 断裁分離のクライムエッジ - Studio五組
- 男子高校生の日常 - サンライズ
- ダンジョンに出会いを求めるのは間違っているだろうか - J.C.STAFF
  - ソード・オラトリア ダンジョンに出会いを求めるのは間違っているだろうか外伝 - J.C.STAFF
  - ダンジョンに出会いを求めるのは間違っているだろうかII - J.C.STAFF
  - ダンジョンに出会いを求めるのは間違っているだろうかIII - J.C.STAFF
  - ダンジョンに出会いを求めるのは間違っているだろうかIV - J.C.STAFF
  - ダンジョンに出会いを求めるのは間違っているだろうかⅤ - J.C.STAFF
- ダンジョンの中のひと - OLM
- ダンジョン飯 - TRIGGER
- ダンス イン ザ ヴァンパイアバンド - シャフト
- ダンス・ダンス・ダンスール - MAPPA
- ダンダダン - サイエンスSARU
- ダンタリアンの書架 - GAINAX
- だんちがい - Creators in Pack
- 団地ともお - 小学館ミュージック&デジタル エンタテイメント
- 探偵オペラ ミルキィホームズ - J.C.STAFF
  - 探偵オペラ ミルキィホームズ サマー・スペシャル - J.C.STAFF、アニメーションスタジオ・アートランド
  - 探偵オペラ ミルキィホームズ 第2幕 - J.C.STAFF、アニメーションスタジオ・アートランド
  - 探偵オペラ ミルキィホームズ Alternative ONE & TWO - J.C.STAFF、アニメーションスタジオ・アートランド
  - ふたりはミルキィホームズ - J.C.STAFF
  - 探偵歌劇 ミルキィホームズ TD - J.C.STAFF、ノーマッド
- 探偵学園Q - ぴえろ
- 探偵少年カゲマン - スタジオ雲雀
- 探偵はもう、死んでいる。 - ENGI
- 旦那が何を言っているかわからない件 - セブン
  - 旦那が何を言っているかわからない件 2スレ目 - セブン
- ダンベル何キロ持てる? - 動画工房
- ダンボール戦機 - OLM TEAM INOUE
  - ダンボール戦機W - OLM TEAM INOUE
  - ダンボール戦機WARS - OLM TEAM INOUE

## ち
- チア男子!! - ブレインズ・ベース
- ちいかわ - 動画工房
- 小さな巨人 ミクロマン - ぴえろ
- 小さなアヒルの大きな愛の物語 あひるのクワック - テレスクリーン
- 小さなバイキングビッケ - ズイヨー映像、日本アニメーション
- チーズスイートホーム - マッドハウス
- チーティングクラフト - BLADE
- チート薬師のスローライフ〜異世界に作ろうドラッグストア〜 - EMTスクエアード
- チェンソーマン - MAPPA
- ちおちゃんの通学路 - ディオメディア
- チキップダンサーズ（第1期） - ファンワークス
  - チキップダンサーズ（第2期） - ファンワークス
  - チキップダンサーズ（第3期） - ファンワークス
- 地球SOS それいけコロリン - ぎゃろっぷ
- 地球少女アルジュナ - サテライト
- 地球防衛企業ダイ・ガード - XEBEC
- 地球防衛家族 - グループ・タック
- チ。―地球の運動について― - マッドハウス
- チックンタックン - 学習研究社
- ちっちゃな雪使いシュガー - J.C.STAFF
- ちとせげっちゅ!! - SILVER LINK.
- ちはやふる - マッドハウス
  - ちはやふる2 - マッドハウス
  - ちはやふる3 - マッドハウス
- ちびゴジラの逆襲 - Pie in the sky
- ちびっ子怪獣ヤダモン - ピー・プロダクション
- ちび☆デビ! - SynergySP
- チビナックス -  CREATIVE OFFICE CUE、 電通北海道
  - チビナックス2.0 - CREATIVE OFFICE CUE、 電通北海道
- ちびまる子ちゃん - 日本アニメーション
- ちびりべ - スタジオぷYUKAI
- ちみも - シンエイ動画
- チャージマン研! - ナック
- チャンス〜トライアングルセッション〜 - マッドハウス
- 中華一番! - 日本アニメーション
- 中間管理録 トネガワ - マッドハウス
- 中高一貫!!キメツ学園物語 -  ufotable
- 中二病でも恋がしたい! - 京都アニメーション
  - 中二病でも恋がしたい!戀 - 京都アニメーション
- 厨病激発ボーイ - スタジオディーン
- ちゅーぶら!! - ZEXCS
- 超音戦士ボーグマン - 東宝、葦プロダクション
- 超合体魔術ロボ ギンガイザー - 日本アニメーション・葦プロダクション
- 超可動ガール1/6 - studio A-CAT
- 超くせになりそう - スタジオ旗艦
- 超攻速ガルビオン - 国際映画社
- 超時空要塞マクロス - ビックウエスト、スタジオぬえ、タツノコプロ
  - マクロス7 - 葦プロダクション
  - マクロスF（ - フロンティア） - サテライト
  - マクロスΔ（ - デルタ） - サテライト
- 超時空世紀オーガス - ビックウエスト、スタジオぬえ、東京ムービー
- 超時空騎団サザンクロス - ビックウエスト、タツノコプロ
- 超次元ゲイム ネプテューヌ - david production
- 超者ライディーン - サンライズ
- 超獣機神ダンクーガ -葦プロダクション
  - 獣装機攻ダンクーガノヴァ - 葦プロダクション
- 超重神グラヴィオン - GONZO
  - 超重神グラヴィオンZwei（ - ツヴァイ） - GONZO
- 超人高校生たちは異世界でも余裕で生き抜くようです! - project No.9
- 超人戦隊バラタック - 東映動画
- 超スーパーカー ガッタイガー - 永和
- 超ゼンマイロボ パトラッシュ - 日本アニメーション
- 超速スピナー - XEBEC
- 超速変形ジャイロゼッター - A-1 Pictures
- 超電磁マシーン ボルテスV（ - ファイブ） - 東映、日本サンライズ
- 超電磁ロボ コン・バトラーV - 東映、日本サンライズ
- 超特急ヒカリアン - 東京キッズ
  - 電光超特急ヒカリアン - 東京キッズ
- 超爆裂異次元メンコバトル ギガントシューター つかさ - ファンワークス、FOREST Hunting One
- 超普通県チバ伝説 - 超普通スタジオ
- 超変身コス∞プレイヤー - IMAGIN、スタジオ・ライブ
  - ヒットをねらえ! - IMAGIN、スタジオ・ライブ
  - LOVE♥LOVE? - IMAGIN、スタジオ・ライブ
- 超ぽじてぃぶ!ファイターズ
- 超訳百人一首 うた恋い。 - TYOアニメーションズ
- 超力ロボ ガラット - 日本サンライズ
- ちょこッとSister - ノーマッド
- チョコレート・アンダーグラウンド
- ちょびっツ - マッドハウス
- ちょぼらうにょぽみ劇場 あいまいみー - セブン
  - ちょぼらうにょぽみ劇場第二幕 あいまいみー -妄想カタストロフ- - セブン
  - ちょぼらうにょぽみ劇場 あいまいみー 〜Surgical Friends〜　- セブン
- 治癒魔法の間違った使い方 - スタジオアド×シンエイ動画
- チロリン村物語 - C&Dディストリビューション
- 珍豪ムチャ兵衛 - 東京ムービー
- チンプイ - シンエイ動画

## つ
- ついでにとんちんかん - スタジオコメット
- ツインエンジェルBREAK - J.C.STAFF
- ツインズひなひま - KaKa Technology Studio
- つうかあ - SILVER LINK.
- 通常攻撃が全体攻撃で二回攻撃のお母さんは好きですか? - J.C.STAFF
- 二死満塁 - 東宝、グループ・タック、フジテレビ
- 杖と剣のウィストリア - アクタス、バンダイナムコピクチャーズ
- ツキウタ。 THE ANIMATION - studioぴえろ
  - TSUKIPRO THE ANIMATION - ピー・アール・エー
- 月がきれい - feel.
- 月が導く異世界道中 第一幕 - C2C
  - 月が導く異世界道中 第二幕 - J.C.STAFF
- 月とライカと吸血鬼 - アルボアニメーション
- 月は東に日は西に 〜Operation Sanctuary〜 - RADIX
- 月詠 -MOON PHASE-（つくよみ ムーンフェイズ） - シャフト
- つくもがみ貸します - テレコム・アニメーションフィルム
- つぐもも - ゼロジー
  - 継つぐもも - ゼロジー
- ツバサ・クロニクル（第1期） - Bee Train
  - ツバサ・クロニクル（第2期） - Bee Train
- 妻、小学生になる。- スタジオ サインポスト
- つよきす Cool×Sweet - トライネットエンタテインメント、スタジオ雲雀
- ツヨシしっかりしなさい - スタジオコメット
- 釣りキチ三平 - 日本アニメーション
- つり球 - A-1 Pictures
- 釣りバカ日誌 - 東映アニメーション
- つるピカハゲ丸くん - シンエイ動画
- つる姫じゃ〜っ! - ぎゃろっぷ
- ツルネ -風舞高校弓道部- - 京都アニメーション
  - ツルネ -つながりの一射- - 京都アニメーション
- 徒然チルドレン - Studio五組
- ツンデレ悪役令嬢リーゼロッテと実況の遠藤くんと解説の小林さん - 手塚プロダクション

## て
- であいもん - エンカレッジフィルムズ
- 出会って5秒でバトル - SynergySP、ベガエンタテイメント
- ティアーズ・トゥ・ティアラ - WHITE FOX
- ティアムーン帝国物語〜断頭台から始まる、姫の転生逆転ストーリー〜 - SILVER LINK.
- ディープインサニティ ザ・ロストチャイルド-  SILVER LINK.
- ディーふらぐ! - ブレインズ・ベース
- ディスク・ウォーズ:アベンジャーズ - 東映アニメーション
- ディノブレイカー - XEBEC
- ディバインゲート - studioぴえろ
- テイルズ オブ エターニア THE ANIMATION - XEBEC
- テイルズ オブ ジ アビス(TALES OF THE ABYSS) - サンライズ
- てーきゅう（第1期） - MAPPA
  - てーきゅう（第2期） - MAPPA
  - てーきゅう（第3期） - MAPPA
  - てーきゅう（第4期） - ミルパンセ
  - てーきゅう（第5期） - ミルパンセ
  - てーきゅう（第6期） - ミルパンセ
  - てーきゅう（第7期） - ミルパンセ
  - てーきゅう（第8期） - ミルパンセ
  - てーきゅう（第9期） - ミルパンセ
  - 高宮なすのです! - ミルパンセ
  - うさかめ - ミルパンセ
- デート・ア・ライブ - AIC PLUS+
  - デート・ア・ライブII - プロダクションアイムズ
  - デート・ア・ライブIII - J.C.STAFF
  - デート・ア・ライブIV - GEEKTOYS
  - デート・ア・ライブⅤ - GEEKTOYS
- デカダンス - NUT
- テガミバチ - ぴえろ
  - テガミバチ REVERSE - ぴえろ
- 出来損ないと呼ばれた元英雄は、実家から追放されたので好き勝手に生きることにした - スタジオディーン×マーヴィージャック
- デキる猫は今日も憂鬱 -  GoHands
- テクノロイド オーバーマインド - 動画工房
- でこぼこ魔女の親子事情 -  A-Real
- てさぐれ!部活もの - ヤオヨロズ
  - てさぐれ!部活もの あんこーる - ヤオヨロズ
  - てさぐれ!部活もの すぴんおふ プルプルんシャルムと遊ぼう - ヤオヨロズ
- デジガールPOP! - クリエイターズ・ドット・コム
- デ・ジ・キャラット - マッドハウス
  - ぱにょぱにょデ・ジ・キャラット - マッドハウス
  - デ・ジ・キャラットにょ - マッドハウス
  - ウィンターガーデン - J.C.STAFF
- デジタル所さん - ポリゴン・ピクチュアズ
- 手品先輩 - ライデンフィルム
- デジモンアドベンチャー - 東映アニメーション
  - デジモンアドベンチャー02 - 東映アニメーション
  - デジモンテイマーズ - 東映アニメーション
  - デジモンフロンティア - 東映アニメーション
  - デジモンセイバーズ - 東映アニメーション
  - デジモンクロスウォーズ －東映アニメーション
  - デジタルモンスターゼヴォリューション - 東映アニメーション
- デスゲームマスター出須 -  スナックワークス
- デス・パレード - マッドハウス
- デスマーチからはじまる異世界狂想曲 - SILVER LINK. × CONNECT
- 鉄拳チンミ - 葦プロダクション
- 鉄子の旅 - グループ・タック
- 鉄人28号（第1作） - TCJ
  - 太陽の使者 鉄人28号 - 東京ムービー新社
  - 超電動ロボ 鉄人28号FX - 東京ムービー新社
  - 鉄人28号（第4作） - パルムスタジオ
  - 鉄人28号ガオ! - エイケン
- デッドマウント・デスプレイ - GEEKTOYS
- デッドマン・ワンダーランド - manglobe
- てっぺんっ!!!!!!!!!!!!!!! - ドライブ
- 鉄腕アトム（第1作） - 虫プロダクション
  - 鉄腕アトム（第2作） - 手塚プロダクション
  - ASTRO BOY 鉄腕アトム - 手塚プロダクション
- 鉄腕バーディー DECODE - A-1 Pictures
  - 鉄腕バーディー DECODE:02 - A-1 Pictures
- デトロイト・メタル・シティ - STUDIO 4℃
- テニスの王子様 - トランス・アーツ
  - 新テニスの王子様 - Production I.G、M.S.C
  - 新テニスの王子様 U-17 WORLD CUP SEMIFINAL - M.S.C
- デビルズライン - プラチナビジョン
- デビルマン - 東映動画
- デビルマンレディー - キョクイチ東京ムービー
- 出ましたっ!パワパフガールズZ - 東映アニメーション
- 亜人ちゃんは語りたい - A-1 Pictures
- デュアル!ぱられルンルン物語 - AIC
- デュエル・マスターズ - スタジオ雲雀
  - デュエル・マスターズ チャージ - スタジオ雲雀
  - 新星輝デュエル・マスターズ フラッシュ - SynergySP
  - ゼロ デュエル・マスターズ - SynergySP
  - デュエル・マスターズ ゼロ - 小学館ミュージック&デジタル エンタテイメント
  - デュエル・マスターズ クロス - 小学館ミュージック&デジタル エンタテイメント
  - デュエル・マスターズ クロスショック - 小学館ミュージック&デジタル エンタテイメント
  - デュエル・マスターズ ビクトリー - 小学館ミュージック&デジタル エンタテイメント
  - デュエル・マスターズ ビクトリーV - 小学館ミュージック&デジタル エンタテイメント
  - デュエル・マスターズ ビクトリーV3 - 小学館ミュージック&デジタル エンタテイメント
  - デュエル・マスターズ VS - ascension、小学館ミュージック&デジタル エンタテイメント
  - デュエル・マスターズ VSR - ascension、小学館ミュージック&デジタル エンタテイメント
  - デュエル・マスターズ VSRF - ascension、小学館ミュージック&デジタル エンタテイメント
  - デュエル・マスターズ! - ascension、小学館ミュージック&デジタル エンタテイメント
  - デュエル・マスターズ!! - ブレインズ・ベース、小学館ミュージック&デジタル エンタテイメント
  - デュエル・マスターズ キング - ブレインズ・ベース、小学館ミュージック&デジタル エンタテイメント
  - デュエル・マスターズ キング! - ブレインズ・ベース、小学館ミュージック&デジタル エンタテイメント
  - デュエル・マスターズ キングMAX - ブレインズ・ベース、小学館ミュージック&デジタル エンタテイメント
  - デュエル・マスターズ WIN - ブレインズ・ベース、小学館ミュージック&デジタル エンタテイメント
  - デュエル・マスターズ WIN 決闘学園編 -  ブレインズ・ベース、小学館ミュージック&デジタル エンタテイメント
- デュラララ!! - ブレインズ・ベース
  - デュラララ!!×2 - 朱夏
- テラフォーマーズ - LIDENFILMS
  - テラフォーマーズ　リベンジ -  ライデンフィルム×TYOアニメーションズ
- 地球へ…（テラへ…） - 南町奉行所、東京キッズ
- デリコズ・ナーサリー - J.C.STAFF
- デルトラ・クエスト - OLM TEAM WASAKI
- テルマエ・ロマエ - DLE
- テレパシー少女 蘭 - トムス・エンタテインメント
- テレビまんが 昭和物語 - ワオワールド
- テレビ野郎 ナナーナ - studio crocodile
  - テレビ野郎 ナナーナ 怪物クラーケンを追え! - studio crocodile
- テンカイナイト - ボンズ
- 天華百剣 ～めいじ館へようこそ!～ - ライデンフィルム
- 天官賜福 -  絵夢動画
- デンキ街の本屋さん - シンエイ動画
- 天空侵犯 - ゼロジー
- 天空戦記シュラト - タツノコプロ
- 天空のエスカフローネ - サンライズ
- 天元突破グレンラガン - GAINAX
- 天国大魔境 - Production I.G
- 天才? Dr.ハマックス - トランスアーツ、東北新社
- 天才バカボン - 東京ムービー
  - 元祖天才バカボン - 東京ムービー
  - 平成天才バカボン - スタジオぴえろ
  - レレレの天才バカボン - スタジオぴえろ
  - 深夜!天才バカボン - studioぴえろ＋
- 天才王子の赤字国家再生術 - 横浜アニメーションラボ
- 天使な小生意気 - トムス・エンタテインメント
- 天使になるもんっ! - スタジオぴえろ
- 天使のしっぽ Chu! - 東京キッズ
- 天使の3P! - project No.9
- 天使のどろっぷ - AICフロンティア
- 天上天下 - マッドハウス
- 天穂のサクナヒメ - P.A.WORKS
- 転生王女と天才令嬢の魔法革命 - ディアメディア
- 転生貴族、鑑定スキルで成り上がる（第1期） - studio MOTHER
  - 転生貴族、鑑定スキルで成り上がる（第2期）- studio MOTHER
- 転生貴族の異世界冒険録〜自重を知らない神々の使徒〜 - EMTスクエアード、マジックバス
- 転生賢者の異世界ライフ 〜第二の職業を得て、世界最強になりました〜 - REVOROOT
- 転生したら剣でした - C2C
- 転生したらスライムだった件（第1期） - エイトビット
  - 転生したらスライムだった件（第2期） - エイトビット
  - 転生したらスライムだった件（第3期） - エイトビット
- 転生したらスライムだった件 コリウスの夢 - エイトビット
- 転生したらスライムだった件 転スラ日記 - エイトビット
- 転生したら第七王子だったので、気ままに魔術を極めます - つむぎ秋田アニメLab
- 伝説巨神イデオン - 日本サンライズ
- 伝説の勇者ダ・ガーン - サンライズ
- 伝説の勇者の伝説 - ZEXCS
- 天体戦士サンレッド（第1期） - AIC ASTA
  - 天体戦士サンレッド（第2期） - AIC ASTA
- 天地創造デザイン部 - 旭プロダクション
- 天地無用! - AIC
  - 新・天地無用! - AIC
  - 天地無用! GXP - AIC
  - 愛・天地無用! - AIC PLUS+
- てんとう虫の歌 - タツノコプロ
- 電脳冒険記ウェブダイバー - RADIX
- 電脳コイル - マッドハウス
- 電波女と青春男 - シャフト
- 電波教師 - A-1 Pictures
- てんぷる - 月虹
- 天保異聞 妖奇士（てんぽういぶん あやかしあやし） - ボンズ

## と
- ドアマイガーD - ILCA
- とあるおっさんのVRMMO活動記 - MAHO FILM
- とある飛空士への恋歌 - TMS/3xCube
- とある魔術の禁書目録 - J.C.STAFF
  - とある科学の超電磁砲 - J.C.STAFF
  - とある魔術の禁書目録II - J.C.STAFF
  - とある科学の超電磁砲S - J.C.STAFF
  - とある魔術の禁書目録III - J.C.STAFF
  - とある科学の一方通行 - J.C.STAFF
  - とある科学の超電磁砲T - J.C.STAFF
- 桃華月憚 - スタジオディーン
- 東京アンダーグラウンド - ぴえろ
- 東京ESP - XEBEC
- 東京喰種トーキョーグール - studioぴえろ
  - 東京喰種トーキョーグール√A - studioぴえろ
  - 東京喰種トーキョーグール:re - studioぴえろ
- 東京ゴッドファーザーズ - マッドハウス
- 東京24区 - CloverWorks
- 東京マグニチュード8.0 - ボンズ
- 東京魔人學園剣風帖 龍龍 - ビースタック、AICスピリッツ
  - 東京魔人學園剣風帖 龍龍 第弐幕 - ビースタック、AICスピリッツ
- 東京ミュウミュウ - ぴえろ
  - 東京ミュウミュウ にゅ〜♡ - ゆめ太カンパニー×グラフィニカ
- 東京リベンジャーズ（第1期） - ライデンフィルム
  - 東京リベンジャーズ（第2期） - ライデンフィルム
  - 東京リベンジャーズ（第3期） - ライデンフィルム
- 東京レイヴンズ - エイトビット
- 同居人はひざ、時々、頭のうえ。 - ゼロジー
- 刀剣乱舞-花丸- - 動画工房
  - 続 刀剣乱舞-花丸- - 動画工房
  - 刀剣乱舞 廻 -虚伝 燃ゆる本能寺- - ドメリカ
- 闘士ゴーディアン - タツノコプロ
- どうしても干支にはいりたい - ポリアンナグラフィックス
- 闘将ダイモス - 日本サンライズ
- 闘神機ジーズフレーム - セブンストーン
- どうせ、恋してしまうんだ。 - 颱風グラフィックス
- 逃走中 グレートミッション - 東映アニメーション
- ドージンワーク - REMIC
- トータル・イクリプス - ixtl、サテライト
- ドールズフロントライン -  ASAHI PRODUCTION
- 凍牌～裏レート麻雀闘牌録～ - イーストフィッシュスタジオ
- 闘牌伝説アカギ 〜闇に舞い降りた天才〜 - マッドハウス
- 動物村ものがたり - エイケン
- 闘魔鬼神伝ONI - J.C.STAFF
- 咎狗の血 - A-1 Pictures
- ドカチン - タツノコプロ
- ドカベン - 日本アニメーション
- 時々ボソッとロシア語でデレる隣のアーリャさん - 動画工房
- ときめきトゥナイト - 東宝、グループ・タック
- ときめきメモリアル Only Love - AIC ASTA
- ド級編隊エグゼロス - project No.9
- 土下座で頼んでみた - アドネロ
- 特装機兵ドルバック - フジテレビ,葦プロダクション
- ど根性ガエル - 東京ムービー
  - 新・ど根性ガエル - 東京ムービー
- 道産子ギャルはなまらめんこい - SILVER LINK.×BLADE
- 刀使ノ巫女- Studio五人組
  - みにとじ - project No.9
- 図書館戦争 - Production I.G
- どすこい すしずもう - 白組
- ドッカン!ロボ天どん - タツノコプロ
- ドッグシグナル - 冨嶽
- どっきりドクター - スタジオぴえろ
- 突撃!パッパラ隊 - マジックバス
- とっても!ラッキーマン - ぴえろ
- とっとこハム太郎 - トムス・エンタテインメント
  - とっとこハム太郎 はむはむぱらだいちゅ! - トムス・エンタテインメント
  - とっとこハム太郎 は～い! - トムス・エンタテインメント
  - とっとこハム太郎でちゅ - トムス・エンタテインメント
- .hack（ドットハック）シリーズ
  - .hack//SIGN - Bee Train
  - .hack//黄昏の腕輪伝説 - Bee Train
  - .hack//Roots - Bee Train
- トッポ・ジージョ - 日本アニメーション
  - 夢見るトッポ・ジージョ - 日本アニメーション
- ドテラマン - タツノコプロ
- となグラ! - 童夢
- となりの怪物くん - ブレインズ・ベース
- となりの吸血鬼さん - Studio五組、AXsiZ
- となりの関くん - シンエイ動画
- となりのたまげ太くん - スタジオ・ゼロ
- となりの妖怪さん - ライデンフィルム
- トニカクカワイイ - Seven Arcs
  - トニカクカワイイ シーズン2 - Seven Arcs
- 殿といっしょ 1分間劇場 - ギャザリング
  - 殿といっしょ 〜眼帯の野望〜 - ギャザリング
- 殿と犬 - OLM × Live2D Creative Studio
- とびだせ!バッチリ - 毎日放送
- とびだせ!マシーン飛竜 - タツノコプロ
- 飛べ!イサミ - グループ・タック
- トミカ絆合体 アースグランナー - オー・エル・エム TEAM INOUE
- トミカハイパーレスキュードライブヘッド 機動救急警察- OLM
- トム・ソーヤーの冒険 - 日本アニメーション
- ドメスティックな彼女 - ディオメディア
- トモダチゲーム - オクルトノボル
- トモちゃんは女の子! - Lay-duce
- トライガン - マッドハウス
- トライナイツ - GONZO
- トライブクルクル - サンライズ
- ドラえもん (1973年のテレビアニメ) - 日本テレビ動画
  - ドラえもん (1979年のテレビアニメ) - シンエイ動画
  - ドラえもん (2005年のテレビアニメ) - シンエイ動画
- ドラゴノーツ -ザ・レゾナンス- - NAS、GONZO
- ドラゴン、家を買う。 - SIGNAL.MD
- ドラゴンクエスト - NAS
  - DRAGON QUEST -ダイの大冒険- - 東映動画
  - ドラゴンクエスト ≪勇者アベル伝説≫ - スタジオコメット
- ドラゴンクライシス! - スタジオディーン
- ドラゴンコレクション - OLM
- ドラゴンドライブ - マッドハウス
- ドラゴンボール - 東映動画
  - ドラゴンボールZ - 東映動画
  - ドラゴンボールGT - 東映動画
  - ドラゴンボール改 - 東映アニメーション
  - ドラゴンボール超 - 東映アニメーション
  - ドラゴンボールDAIMA - 東映アニメーション
- ドラゴンリーグ - NAS
- トラップ一家物語 - 日本アニメーション
- とらドラ! - J.C.STAFF
- トラブルチョコレート - AIC
- トリアージX - XEBEC
- トリコ - 東映アニメーション
- トリニティセブン - セブン・アークス・ピクチャーズ
- トリニティ・ブラッド - GONZO
- ドリフェス! - BN Pictures
  - ドリフェス!R - BN Pictures
- トリリオンゲーム - マッドハウス
- ドルアーガの塔 〜the Aegis of URUK〜 - GONZO
  - ドルアーガの塔 〜the Sword of URUK〜 - GONZO
- ドルフィン王子 - 日本テレビ動画
- どるふろ -癒し篇- -  大火鳥アニメーション
  - どるふろ -癒し篇2- -  大火鳥アニメーション
  - どるふろ -狂乱篇- -  大火鳥アニメーション
- 奴隷区The Animation - ゼロジー × TNK
- トレインヒーロー - カーロンアニメーション
- ドロヘドロ - MAPPA
- どろろ（1969年のアニメ） - 虫プロダクション
  - どろろ（2019年のアニメ） - MAPPA・手塚プロダクション
- ドロロンえん魔くん - 東映動画
  - Dororonえん魔くん メ〜ラめら - ブレインズ・ベース
- どろろんぱっ! - シンエイ動画
- とんかつDJアゲ太郎 - スタジオディーン
- とんがり帽子のメモル - 東映動画
- ドンキッコ - ピー・プロダクション
- ドン・チャック物語 - ナック
- とんでぶーりん - 日本アニメーション
- とんでも戦士ムテキング - タツノコプロ
- トンデラハウスの大冒険 - タツノコプロ
- 曇天に笑う - 動画工房
- ドン・ドラキュラ - じんプロダクション